# المعهد المركزي للأرصاد الجوية والديناميكا الجيوديناميكية
المعهد المركزي للأرصاد الجوية والديناميكا الجيولوجية ((بالألمانية: Zentralanstalt für Meteorologie und Geodynamik)‏)، ZAMG) هي خدمة الأرصاد الجوية والجيوفيزيائية الوطنية في النمسا.
وهي وكالة تابعة لوزارة التعليم والعلوم والبحوث الاتحادية. يقع المقر الرئيسي لـ ZAMG في فيينا، ولها مكاتب إقليمية في سالزبورغ وإنسبروك وغراتس وكلاغنفورت.
تأسست ZAMG في عام 1851 وهي أقدم خدمة طقس في العالم. ولا تقتصر مهمتها على تشغيل شبكات المراقبة وإجراء البحوث في مختلف المجالات، ولكن أيضًا لإتاحة النتائج للجمهور.

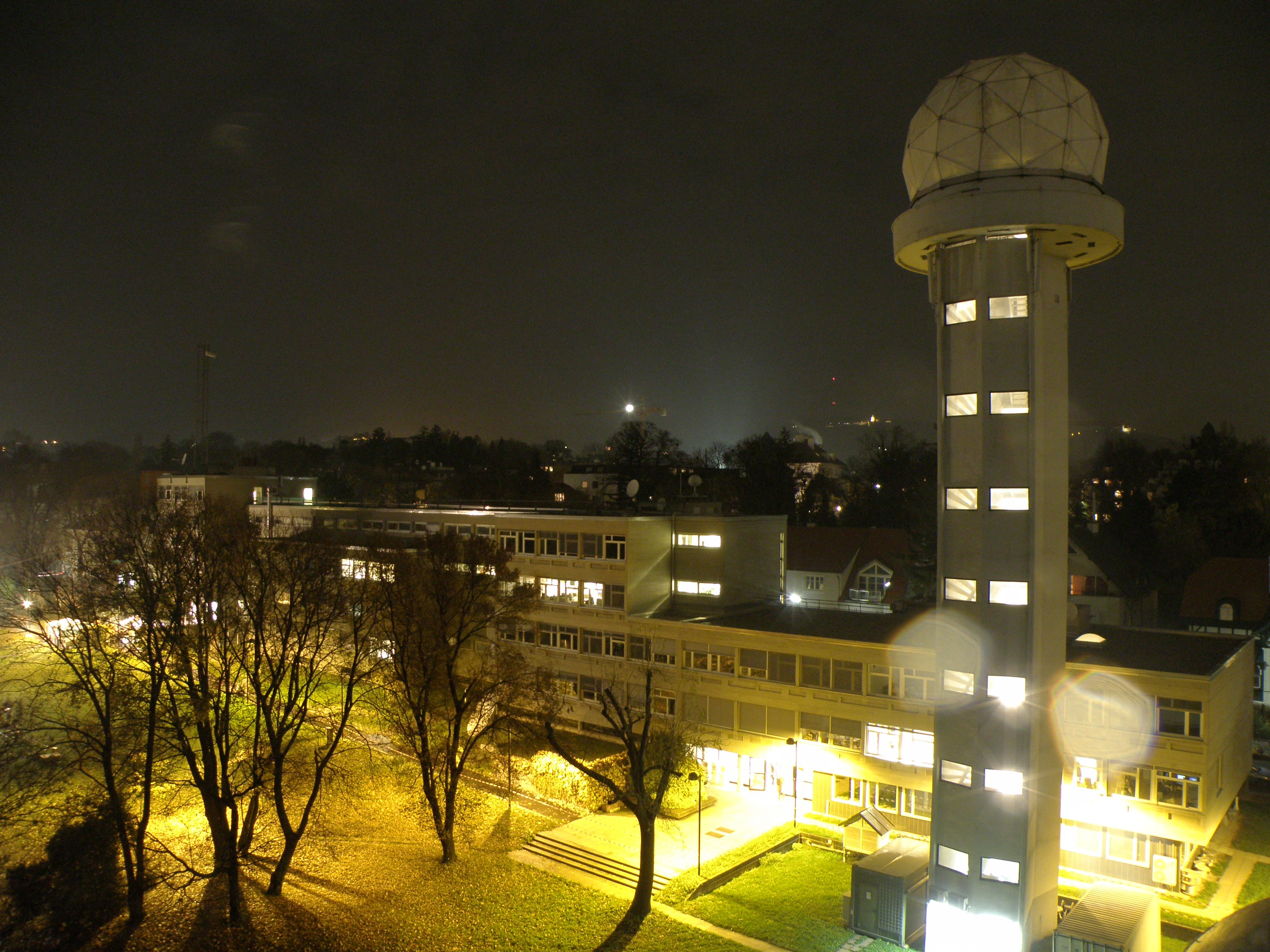
مقر ZAMG ليلا

يقع Hohe Warte في منطقة Döbling في فيينا هو المقر الرئيسي للمؤسسة وهو المكتب الإقليمي لفيينا والنمسا السفلى وبورغنلاند. مكاتب ZAMG الإقليمية الأخرى هي:
- المكتب الإقليمي لسالزبورغ والنمسا العليا (مدينة سالزبورغ)
- المكتب الإقليمي لفورارلبرغ وتيرول (إنسبروك)
- المكتب الإقليمي لكيرنتن (كلاغنفورت)
- المكتب الإقليمي لشتايرمارك (غراتس)
- مرصد هوهير سونبليك
- مرصد كونراد، موغندورف

يوجد في أراضي المؤسسة برج رادار. مبنى المكاتب هذا هو الآن موطن لمكتبة كبيرة للأرصاد الجوية والجيوفيزياء.
اليوم ZAMG ، كمؤسسة شبه مستقلة، هي مزود خدمة حديث. تنقسم ZAMG إلى أقسام تشمل ما يلي:
- قسم المقاييس الشاملة مسؤول عن تقديم خدمات التنبؤ اليومية باستخدام التكنولوجيا الحديثة.
- يوفر قسم الجيوفيزياء معلومات عن الزلازل والمجال المغنطيسي الأرضي.
- يستخدم قسم المناخ البيانات التي تم الحصول عليها من شبكة المراقبة النمساوية لإنشاء إحصاءات وخرائط مناخية. يُجري هذا القسم أيضًا أبحاثًا حول مناخ النمسا وكيف يتغير، بما في ذلك العمل في علم الجليد.
- القسم الفني هو المسؤول عن شبكة مراقبة الأرصاد الجوية، والتي تتكون من أنظمة شبه آلية للكشف عن الطقس (محطات TAWES) ومحطات مناخية شبه آلية (محطات TAKLIS).
- يدرس قسم الأرصاد البيئية انتشار الملوثات في الغلاف الجوي. تتمثل إحدى مهامها في تزويد الحكومة بالمعلومات في حالة حدوث أزمة (مثل النشاط الإشعاعي في الغلاف الجوي).
- يستخدم قسم معالجة البيانات أحدث المعدات لإدارة العمليات الشاملة التي يتم التحكم فيها بواسطة الكمبيوتر.

تتمثل إحدى المهام الرئيسية لـ ZAMG في مراقبة واستكشاف المناخ في النمسا. لهذا الغرض توجد شبكة مؤلفة من أكثر من مائتي محطة أرصاد جوية شبه آلية (TAWES) في جميع أنحاء النمسا. يتم تسجيل معاملات الأرصاد الجوية مثل الضغط ودرجة الحرارة والرياح وهطول الأمطار من بحيرة كونستانس إلى بحيرة نويزيدل ومن السهول إلى الجبال (مرصد سونبليك للتاريخ). هذه البيانات هي الأساس لأبحاث المناخ وهي مهمة بشكل خاص لفهم تغير المناخ الحالي.

## المقياس السينوبتيكي والمقاييس البيئية
يتعامل قسم المقاييس الشاملة مع مجالات الاستشعار عن بعد، باستخدام التفسير اليدوي والآلي لبيانات الأقمار الصناعية والرادار لإجراء التنبؤات. في مجال النماذج العددية، يركز البحث على تطوير LAM Aladin ، كما هو الحال في التطوير الجديد لنموذج التنبؤ الآني INCA.
يتعامل قسم الأرصاد البيئية مع انتشار الملوثات في الغلاف الجوي وعمليات الأرصاد الجوية التي تؤثر على انتشار الملوثات. وهذه من أولويات البحث التطبيقي للقسم في هذا المجال.

## الجيوفيزياء
أجرى كارل كريل أول مسح مغناطيسي أرضي إقليمي لأراضي التاج النمساوي المجري في 1846-1851. بمناسبة الزلزال الذي وقع في ليوبليانا بسلوفينيا عام 1895، تم إنشاء خدمة رصد الزلازل النمساوية. منذ ذلك الحين، تم إجراء البحوث بشكل مستمر في كلا المجالين. تشمل أنشطة اليوم القضايا الجيوفيزيائية والبيئية.

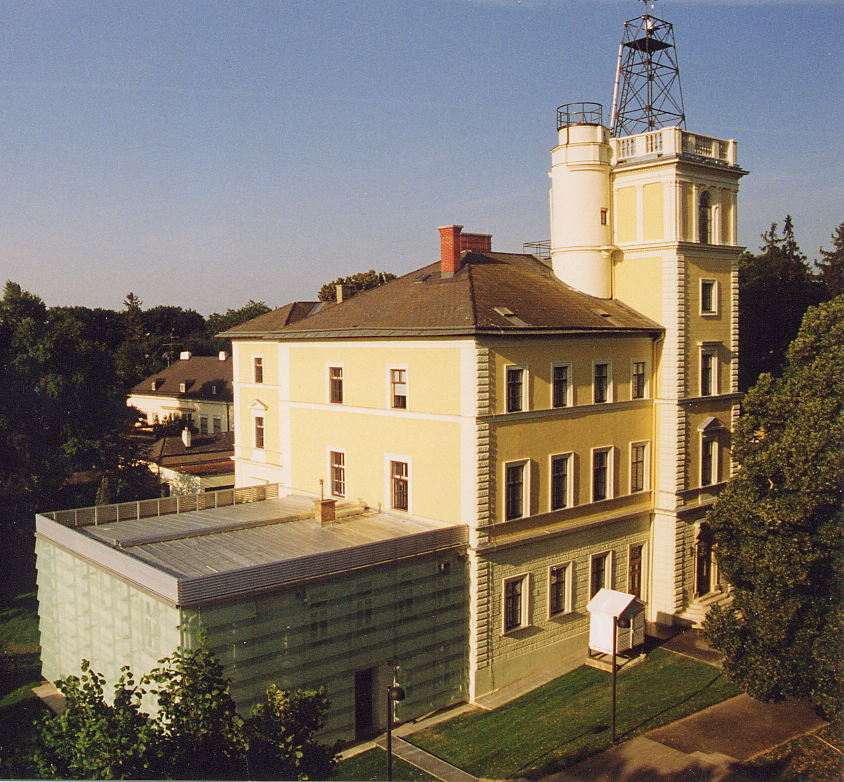
Julius-Hann-Haus، Hohe Warte، Vienna

في يوليو 1851، وافق الإمبراطور فرانز جوزيف على إنشاء «مؤسسة مركزية للأرصاد الجوية والمغناطيسية»، المعهد المركزي للأرصاد الجوية ومغناطيسية الأرض، والذي يعود تاريخه إلى مبادرة من الأكاديمية النمساوية للعلوم. أرسل هذا الطلب في عام 1848 إلى كارل كريل، مدير المرصد في براغ، وعضو كامل في الأكاديمية، وهي نظام مراقبة للأرصاد الجوية لتصميم الملكية النمساوية.
أصبح كارل كريل (1798-1862) أول مدير لمؤسسة فيدن المركزية التي تأسست حديثًا، وأستاذًا للفيزياء في جامعة فيينا. هذا الاتحاد الشخصي بين جهة ومدير أساتذة الجامعة من جهة أخرى، بقي حتى يومنا هذا وله تأثير دائم على البحث العلمي في المعهد المركزي. أنشأ Kreil نظامًا لرصد الأرصاد الجوية لكامل أراضي النظام الملكي النمساوي ونفذ لهذا أيضًا أول تسجيل مغناطيسي أرضي للبلد. عام 1865, بدأ في المؤسسة المركزية بنشر خريطة الطقس اليومية. خلفه كارل جيلينك.
انتقل عام 1872 إلى وسط المدينة، في الأحياء الجديدة والأخيرة من Hohe Warte في فيينا دوبلينج التي بناها هنري فيرستل. بعد ذلك بعام، في عام 1873, نظمت المؤسسة المركزية أول مؤتمر دولي للأرصاد الجوية في فيينا، وأسست المنظمة الدولية للأرصاد الجوية (IMO) كمقدمة للمنظمة العالمية للأرصاد الجوية (WMO).
في عام 1877 تم إصدار تقارير الطقس التلغرافية اليومية، مع خريطة شاملة والتنبؤات لليوم التالي. تضمن التقرير الجديد صباح اليوم 60 محطة مراقبة من جميع أنحاء أوروبا، بما في ذلك 24 محطة محلية.
بموجب المرسوم الصادر في 23 فبراير 1904, تم نقله إلى المؤسسة المركزية لكامل النمسا الزلزالية، والتي أخذت اسمها إلى المعهد المركزي للأرصاد الجوية والديناميكا الجيوديناميكية من بعده.
في منصبه كمخرج تلاه كريل العلماء البارزون، بمن فيهم يوليوس هان (1839-1921) وفيليكس ماريا فون إكسنر (1876-1930). كان هانس مهمًا في علم المناخ، وبدأ عالم الأرصاد الجوية في عصره كواحد، كما كتب هان أيضًا الكتاب المدرسي الشامل للأرصاد الجوية (1901) الذي تحدث عنه - والذي يتذكره المرء إكسنر كمنظر عظيم وعمله في الأرصاد الجوية الديناميكية (1925).
عمل العديد من الباحثين الآخرين في المعهد، مثل ماكس مارغوليس (1856-1920), مؤسس علم الأرصاد الجوية النظري، وفيكتور كونراد (1876-1962), مكتشف الانقطاع في منتصف القشرة التي سميت باسمه.
مرة واحدة فقط تم قطع تقليد المؤسسة المركزية بعد ضم النمسا إلى الرايخ الألماني في المناخ والطقس، وكان لا بد من نقلها إلى برلين، حيث تم وضعها في الرايخ الألماني للأرصاد الجوية، والمؤسسة المركزية في فيينا بالترتيب ليتم تحويلها إلى مؤسسة بحثية.
بعد الحرب العالمية الثانية، تمت إعادة المؤسسة إلى حالتها الأصلية وكان هناك توسع بشري وجغرافي كبير للمؤسسة المركزية، وهو ما انعكس أيضًا في العديد من الأبحاث العلمية. في عام 1957 تم شراء منزل في العقار المجاور وتكييفه لاحقًا للاستخدام المكتبي؛ بين عامي 1967 و 1973, تم بناء برج رادار ومنزل لتعبئة البالونات ومبنى إداري جديد بما في ذلك مكتبات متخصصة في موقع المؤسسة المركزية.

## روابط خارجية
- الموقع الرسمي